# Vnitřní turistický okruh v Jablonci nad Nisou

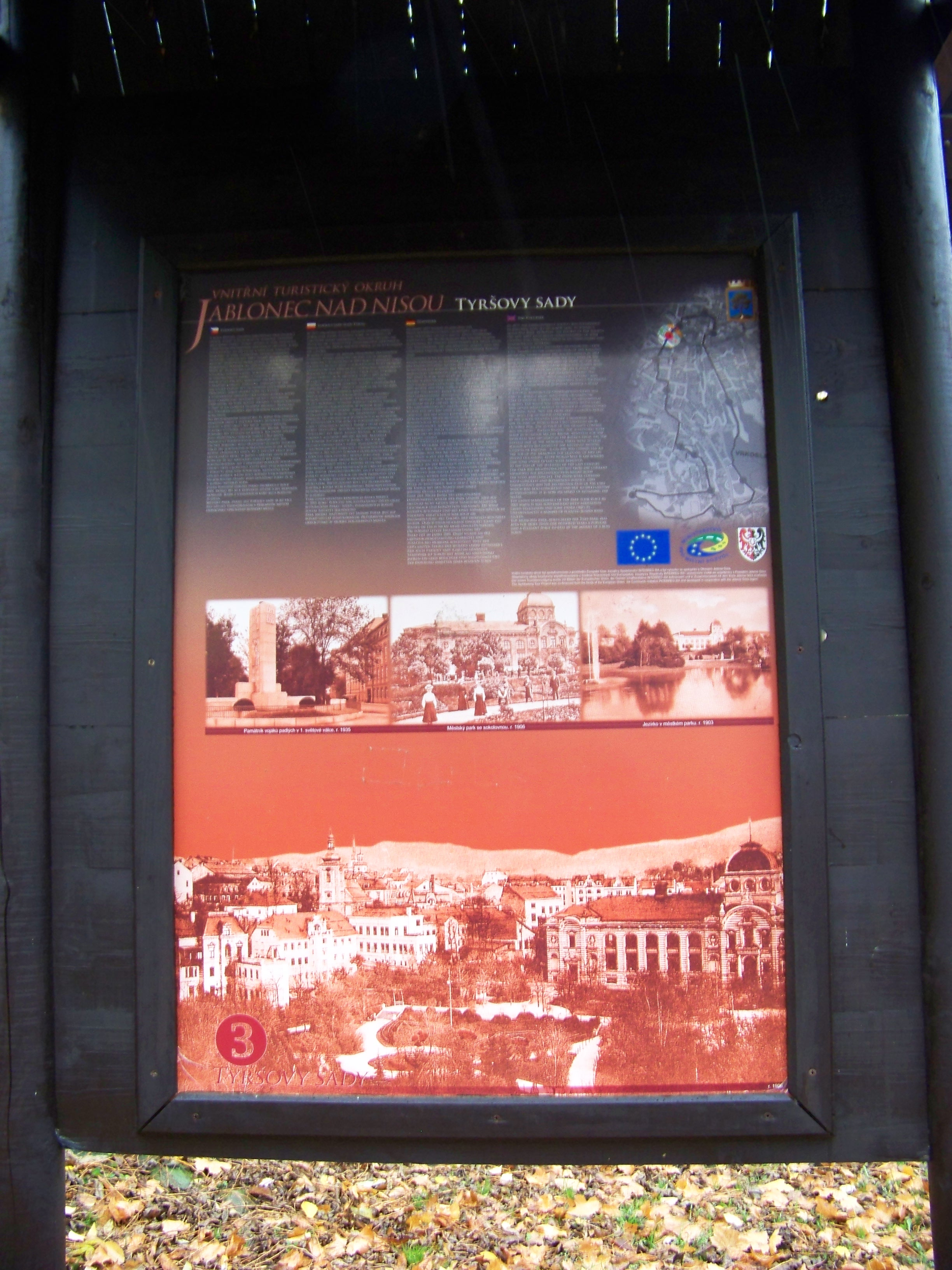
Informační panel v Tyršových sadech

Vnitřní turistický okruh v Jablonci nad Nisou je turistická značená trasa a naučná stezka, která vede po území města Jablonce nad Nisou, od centra města směrem na Vrkoslavice. Je zajímavý také tím, jak se na něm projevil přístup Klubu českých turistů a dalších subjektů k turistickému značení.

## Historie
Projekt byl připravován od 1. ledna do 11. května 2005, 14. dubna 2005 byl schválen zastupitelstvem města, 12. května 2005 byl projekt podán na Centru pro regionální rozvoj v Hradci Králové, 7. července 2005 byl projekt doporučen ke spolufinancování z programu Interreg IIIA Česká republika – Polsko. Od 1. listopadu 2005 do 30. června 2006 probíhala realizace, která spočívala ve výběru dodavatelů, výrobě a instalaci laviček, odpadkových košů, stolů, tabulí a tabulek, zhotovení map, přípravě a překladech textů, zhotovení fotografií, sadových úpravách, vytvoření textového průvodce a tvorbě webových stránek. Texty do průvodce byly zpracovány v češtině, polštině, němčině a angličtině. Okruh byl slavnostně otevřen 27. června 2006. Celkové náklady na zřízení byly vyčísleny na 858 738 Kč, z toho 75 % přispěla Evropská unie, 5 % byl příspěvek ze státního rozpočtu. Partnerem projektu byl okres Jelenia Góra. Trasa byla původně vyznačena místním značením Klubu českých turistů, a to standardní značkou pro místní značení (diagonálně půlený čtverec) s barevnou částí modrou.
Krajská komise libereckého obvodu KČT však v září 2018 rozhodla, že tento okruh nesplňuje požadavky na zařazení do sítě značených turistických tras, podle nichž turistické trasy mají spojovat významná přírodní, kulturní nebo architektonická místa, pokud možno po přírodních cestách. Proto bylo původní turistické značení okruhu Klubem českých turistů zrušeno a zatřeno. Město se zrušením nesouhlasilo a o rok později požádalo o obnovu značení, Klub českých turistů však opět odmítl vyhovět. Protože však turistické značení dle ČSN 01 8025 má zároveň Klub českých turistů chráněno jako průmyslový vzor z roku 2007, jiné subjekty značení podle ČSN nesmí používat. Proto předsedu KČT Libereckého kraje napadlo řešení, aby město vyznačilo okruh vlastními značkami, které nepatří do chráněného průmyslového vzoru. Byla proto zvolena značka podobná pásovému značení KČT, celkovými rozměry (10×10 cm) je shodná, ale barevný pruh je svislý místo vodorovný a liší se i poměry šířky pruhů (barevný střední pruh má šířku 5 cm, zatímco u značky KČT pouze 3 cm, krajní bílé pruhy jsou dvoucentimetrové místo třícentimetrové). Nové vyznačení okruhu, provedené v roce 2020 městem, stálo město více než 5000 Kč.

## Popis
Okruh je dlouhý 6,5 km a má 13 zastavení:
1. Radnice – Mírové náměstí
2. Kostel svaté Anny
3. Tyršovy sady
4. Kolejová doprava – Střelecká ulice
5. Památný buk – ulice V Aleji
6. Arboretum v ulici Pod Petřínem
7. Petřín (bývalý hotel)
8. Park Janáčkova
9. Vyhlídka u Dobré Vody (630 m)
10. Čertův kámen (615 m)
11. Pivovarské rybníky
12. Kokonínská ulice – vyhlídka
13. Muzeum – Eurocentrum (Muzeum skla a bižuterie)